# Gurbe Douwstra
Gurbe Douwstra (Drachten, 17 februari 1954) is een Friese zanger. Hij heeft vijf cd's uitgebracht en treedt regelmatig op als solist en samen met andere Friese troubadours.

## Biografie
Douwstra begon na zijn middelbareschooltijd als journalist bij een Groninger streekblad. Na enkele jaren kwam hij in dienst van de Leeuwarder Courant en bij Omrop Fryslân, als muziekredacteur en presentator. Hij is blijven werken bij Omrop Fryslân tot 2018, toen hij opstapte uit onvrede met de inhoud van de programma’s en het optreden van de leiding.
Hij begon zijn muzikale loopbaan bij enkele schoolbandjes. Daarna ging hij verder met het akoestische trio Triangel en de rockband Maîtresse. Nadat hij jarenlang de gitaar niet had aangeraakt, vormde hij opnieuw een band, Bêdbuks. Die band heeft in een aantal jaren een handjevol optredens verzorgd en werd ook al spoedig weer opgeheven.

## Fryske troebadoer
Douwstra had inmiddels ervaring opgedaan met het zingen en schrijven van liedjes in het Fries. Daar is hij zich steeds meer op gaan richten. In 1999 heeft hij zijn eerste Friestalige optreden verzorgd. In 2001 heeft hij zijn eerste cd opgenomen, die geproduceerd is door Harry Zwerver in de studio van Walter Tremp in Beetgum. Dat eerste album kreeg als titel Dizze stoarm. Zijn tweede album kreeg de titel Myn eigen paad en verscheen in 2005, ook nu geproduceerd door Harry Zwerver en ditmaal opgenomen in de RDS-studio in Sneek. Het derde album Thús is in 2010 ook in die studio opgenomen. In 2019 verscheen zijn vierde album Op 'n paad, opgenomen in Wâldsein en wederom geproduceerd door Harry Zwerver. Het vijfde album 'Romte' werd in 2024 uitgebracht en opgenomen en geproduceerd door Bonne van der Wal.
Zijn repertoire varieert van gevoelige luisterliedjes tot humoristische meezingers. Zijn grootste succes Cliffs of Moher is een gevoelige ballad met een trieste afloop. Dat nummer is geïnspireerd door Ierse folkmuziek.
Gurbe Douwstra geeft niet alleen solo optredens, hij werkt ook regelmatig samen met zijn collega-troubadours Jaap Louwes, Doede Veeman en Piter Wilkens onder de benaming De Fjouwer Trûbadoers. Samen met hen maakte hij de albums Der tuskenút en De âlde púndyk del. Ook werkt hij geregeld samen met andere artiesten zoals Gerbrich van Dekken en Chris Kalsbeek. Hij doet mee aan het Frysk Sjongers Gala, dat jaarlijks wordt georganiseerd vanaf 2012. Samen met collega-singer/songwriters Piter Wilkens en Marcel Smit heeft hij eerst onder de noemer 'Douwstra, Smit en Wilkens' en vervolgens onder de projectnaam 'Frisicana' ruim 10 jaar opgetreden, naast zijn solo-werk. Daarnaast is hij met een aantal theater-liedjesprogramma's op toernee geweest in Fryslân. Dat begon in 2020 met 'TePlak', een muzikale levensreis, vervolgens in 2024 het programma '70!!', waarmee hij het bereiken van zijn 70ste verjaardag vierde. Inmiddels werkt Gurbe Douwstra aan een derde liedjesprogramma met de titel 'Ald en (heal)wiis?' dat hij in de eerste helft van 2026 samen met mutli-instrumentalist Jan de Vries in theaters en zalen in Fryslân zal spelen.
Zijn Ierse ballad Cliffs of Moher stond vanaf 2008 vrijwel onafgebroken op de eerste plaats van de Fryske Top 100, die ieder jaar wordt uitgezonden op 31 december. Andere liedjes van hem die in de Top 100 van 2017 stonden, zijn:
- As it myn tiid is[2] (op nummer 4) is een lied dat ook regelmatig wordt afgespeeld bij begrafenissen en crematies.
- Lit jim gean Friezen (op nummer 71) gaat over de bijzonderheden van zijn “heitelân” Fryslân.
- 35+ (op nummer 85) is een lied over een veteranen voetbalelftal.

## Discografie (albums)

### Soloalbums
- Dizze stoarm (2001)
- Myn eigen paad (2005)
- Thús (2010)
- Op 'n Paad (2019)
- Romte (2024)

### De Fjouwer troebadoers
- Der tuskenút (2004)
- De âlde púndyk del (2007)